# Nebria picicornis
Artykuł ten został zgłoszony do umieszczenia na stronie głównej w rubryce „Czy wiesz”.
Pomóż nam go sprawdzić: oceń zgłoszoną nominację.
Nebria picicornis – gatunek chrząszcza z rodziny biegaczowatych i podrodziny leszowych. Zamieszkuje góry i pogórza palearktycznej Eurazji od Europy Zachodniej po Iran. Żyje na kamienistych lub żwirowych pobrzeżach wód. Poluje na drobne bezkręgowce.

## Taksonomia
Gatunek ten opisany został po raz pierwszy w 1792 roku przez Johana Christiana Fabriciusa pod nazwą Carabus picicornis. W 1850 roku Maximilien Chaudoir wprowadził podział omawianego taksonu na dwa podgatunki. Współcześnie natomiast wyróżnia się w jego obrębie cztery podgatunki:
- Nebria picicornis esfandiari Morvan, 1974
- Nebria picicornis luteipes Chaudoir, 1850
- Nebria picicornis picicornis (Fabricius, 1792)
- Nebria picicornis radjabii (Morvan, 1973)

## Morfologia
Chrząszcz o ciele długości od 10 do 15,8 mm. Głowa wraz z żuwaczkami jest intensywnie czerwonawa do czerwonobrązowej, natomiast głaszczki i czułki ma żółte do rudożółtych. Przedplecze i pokrywy są błyszcząco czarne lub smoliście brązowe. Przedplecze jest sercowate w zarysie. Pokrywy mają po jednym punkcie szczecinkowym (chetoporze) przytarczkowym i są całkowicie pozbawione grzbietowych punktów szczecinkowych na międzyrzędach. Guzy barkowe są dobrze wykształcone. Tylne skrzydła są w pełni ukształtowane. Odnóża są jasnożółte do żółtoczerwonych. Tylny koniec odwłoka ma barwę czerwonawą do czerwonobrązowej.

## Ekologia i występowanie
Owad rozmieszczony od pogórzy po góry, sięgający piętra subalpejskiego, czasem znoszony z wodami powodziowymi na niziny. Zamieszkuje wilgotne pobrzeża górskich rzek, strumieni i potoków. Preferuje stanowiska niezacienione o podłożu kamienistym lub żwirowatym. Rzadko występuje na podłożu gliniasto-żwirowatym. Poluje na drobne bezkręgowce, w tym skoczogonki i larwy owadów.
Gatunek palearktyczny. Podgatunek nominatywny podawany jest z Francji, Belgii, Niemiec, Szwajcarii, Austrii, Włoch, Polski, Czech, Słowacji, Ukrainy, Słowenii, Chorwacji, Serbii, Czarnogóry, Macedonii Północnej, anatolijskiej części Turcji i Iranu. N. p. luteipes podawana jest z południa europejskiej części Rosji, Gruzji, Azerbejdżanu i Iranu. N. p. radjabii i N. p. esfandiari to irańskie endemity.
W Polsce jest owadem rzadkim i ograniczonym do południowej części kraju. Na Czerwonej liście zwierząt ginących i zagrożonych w Polsce znalazł się jako gatunek narażony na wymarcie (VU). W Czechach jest rzadki do bardzo rzadkiego i ograniczony do Karpat. Na „Czerwonej liście gatunków zagrożonych Republiki Czeskiej” również umieszczony jest jako gatunek narażony (VU). Na Słowacji obserwowany jest sporadycznie, ale miejscami bywa pospolity.